# Louin, Mississippi
Louin, Mississippi (енгл. Louin) град је у америчкој савезној држави Мисисипи.

## Демографија
По попису из 2010. године број становника је 277, што је 62 (-18,3%) становника мање него 2000. године.
| Група             | 2000.       | 2010.       |
| Белци             | 233 (68,7%) | 188 (67,9%) |
| Афроамериканци    | 101 (29,8%) | 80 (28,9%)  |
| Азијати           | 0 (0,0%)    | 0 (0,0%)    |
| Хиспаноамериканци | 0 (0,0%)    | 4 (1,4%)    |
| Укупно            | 339         | 277         |